# تیاگو رودریگز
تیاگو رودریگز (انگلیسی: Tiago Rodrigues؛ زادهٔ ۲۹ ژانویهٔ ۱۹۹۲) بازیکن فوتبال اهل پرتغال است که در پست هافبک هجومی بازی می‌کند.
از باشگاه‌هایی که در آن بازی کرده‌است می‌توان به باشگاه ورزشی ماریتیمو، باشگاه فوتبال پورتو، باشگاه فوتبال ویتوریا گیماریش و باشگاه ورزشی ناسیونال اشاره کرد.
وی همچنین در تیم‌های ملی فوتبال زیر ۱۸ سال پرتغال، زیر ۱۹ سال پرتغال و زیر ۲۱ سال پرتغال بازی کرده‌است.